# ミネラル・デ・アンガンゲオ
ミネラル・デ・アンガンゲオ（Mineral de Angangueo）
は、メキシコのミチョアカン州にある町、基礎自治体。希少な蝶々の生息地があることで知られている。オオカバマダラ生物圏保護区参照。プエブロ・マヒコに選出されている。